# Manzana-Pera de Azpíroz
Manzana-Pera de Aspíroz es el nombre de una variedad cultivar de manzano (Malus domestica) Está cultivada en la colección del Banco de Germoplasma del manzano de la Universidad Pública de Navarra con el Nº BGM064 los ejemplares procedentes de esquejes localizados en Azpíroz (merindad de Pamplona, Navarra).

## Sinónimos
- "Manzana-Pera de Azpiroz-Lazaeta",[7]
- "Azpiroz-Lezaeta-ko Udare-Sagarra ",[8][9][10][11][12][2]

## Características
El manzano de la variedad 'Manzana-Pera de Aspíroz' tiene un vigor medio. El árbol tiene tamaño medio y porte semi erecto, con tendencia a ramificar baja, con hábitos de fructificación en ramos cortos y largos; ramos con pubescencia muy fuerte; presencia de lenticelas media; grosor de los ramos medio; longitud de los entrenudos corta.
Tamaño de las flores medias, color de la flor cerrada rosa claro, color de la flor abierta blanco; longitud de estilo/estambre más cortos, punto de soldadura del estilo cerca de la bolsa; época de floración media, con una duración de la floración media. Incompatibilidad de alelos S2 S3 S9.
Las hojas tienen una longitud del limbo de tamaño medio, con color verde, pubescencia presente, con la superficie poco brillante; forma del limbo es cordiforme, forma del ápice achatado, forma de los dientes serrados, y la forma de la base del limbo redondeado. Plegamiento del limbo plegada, con porte caído; estípulas filiformes; longitud del pecíolo medio.
La variedad de manzana 'Manzana-Pera de Aspíroz' tiene un fruto de tamaño pequeño, de forma globoso cónica ancha; con color de fondo verde blanquecino, con sobre color de importancia ausente, y una sensibilidad al "russeting" (pardeamiento áspero superficial que presentan algunas variedades) fuerte; con una elevación del pedúnculo a nivel, grosor de pedúnculo fino, longitud del pedúnculo medio, anchura de la cavidad peduncular es pequeña, profundidad cavidad pedúncular media, importancia del "russeting" en cavidad peduncular fuerte; profundidad de la cavidad calicina es pequeña, anchura de la cavidad calicina es media, importancia del "russeting" en cavidad calicina es fuerte; apertura de los lóbulos carpelares están parcialmente abiertos; apertura del ojo parcialmente abierto; color de la carne crema; acidez media, azúcar medio, y firmeza de la carne alta.
Época de maduración y recolección temprana. Se usa como manzana de mesa, y también como manzana de sidra.

## Susceptibilidades
- Oidio: ataque medio
- Moteado: ataque débil
- Fuego bacteriano: ataque medio
- Carpocapsa: no presenta
- Pulgón verde: ataque fuerte
- Araña roja: ataque medio[4][15]